# Idzi z Asyżu
Idzi z Asyżu (ur. w Asyżu, zm. 23 kwietnia 1262 w Perugii) – włoski franciszkanin, błogosławiony Kościoła katolickiego, jeden z dwunastu pierwszych towarzyszy św. Franciszka z Asyżu.

## Życiorys
Na temat pierwszych lat życia Idziego niewiele wiadomo. Pewnym jest, że urodził się w Asyżu i był analfabetą.
W kwietniu 1208 roku przystał, jako uczeń, do św. Franciszka i razem z Bernardem z Quintavalle oraz Piotrem Cattani należał do jego grona najbliższych przyjaciół i współpracowników.

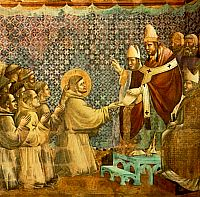
Legenda św. Franciszka – fresk Giotta di Bondone w dolnym kościele San Francesco w Asyżu.

Wkrótce, razem z Franciszkiem, wyruszył głosić Ewangelię, towarzysząc mu w wielu podróżach i misjach ludowych, naśladując nauczyciela w pokorze i ubóstwie.
Idzi odznaczał się prostotą i łagodnością, a mądrość zdobywał w czasie pielgrzymek, kontemplacji, długotrwałych modlitw oraz postów, dzięki czemu zyskał przydomek "Nieuczonego Teologa".
Niektóre jego wypowiedzi zostały spisane i zebrane, jako tzw. Dicta aurea, stanowiąc cenne świadectwo wczesnej mistyki franciszkańskiej.
Idzi odbył wiele pielgrzymek do różnych sanktuariów, m.in. do Rzymu, Santiago de Compostela i do Ziemi Świętej. W 1219 roku udał się do Tunisu głosić Ewangelię wśród muzułmanów, jednak misja zakończyła się niepowodzeniem. W rok później Idzi powrócił do Włoch.
W 1226 roku przeniósł się do Fabriano (w pobliżu Perugii), gdzie prowadził żywot pustelnika i oddawał się kontemplacji.
Zmarł 23 kwietnia 1262 roku w Perugii, uważany za świętego już za życia.

## Kult
Relikwie bł. Idziego spoczywają w miejscowym kościele franciszkanów konwentualnych.
Kult Idziego zatwierdził Pius VI w 1777, wyznaczając jego wspomnienie na 23 kwietnia.
Obecnie Wspomnienie liturgiczne obchodzone jest w Kościele katolickim 22 lub 23 kwietnia.